# PSR B1257+12 D
PSR B1257+12 D é um possível planeta anão extrassolar situado a aproximadamente 980 anos-luz na constelação Virgo. É suspeitado por ser um planeta anão orbitando PSR B1257+12 a uma distância de 2.6 UA[carece de fontes?] e um período orbital de aproximadamente 3,5 anos terrestres.[carece de fontes?]
Pensa-se que seja muito pequeno, tendo menos de 20% da massa de Plutão.